# Hans Enoksen
Hans Enoksen (Itilleq, 7 agosto 1956) è un politico groenlandese.

## Biografia
Monoglotta groenlandese, è membro del Parlamento della Groenlandia dal 1995. È divenuto Ministro della Pesca, della Caccia e degli Insediamenti e Presidente del Partito Politico Siumut nel 2001.
È stato eletto Primo Ministro il 14 dicembre 2002; il suo partito ha ottenuto solo il 28% dei voti, il 7% in meno rispetto alle precedenti elezioni, ma i voti sono stati sufficienti a vincere.
Dopo la sua elezione, ha inaugurato un'alleanza con il partito di sinistra Inuit Ataqatigiit. I due partiti hanno iniziato a discutere su come cambiare gli accordi con la Danimarca e gli Stati Uniti d'America, riguardo a quanto la Groenlandia dovrebbe ricevere in compenso per la base aerea statunitense situata fuori dalla città di Thule, nel nord del Paese.